# 中壢產業園區
24°58′44.38″N 121°14′22.29″E / 24.9789944°N 121.2395250°E

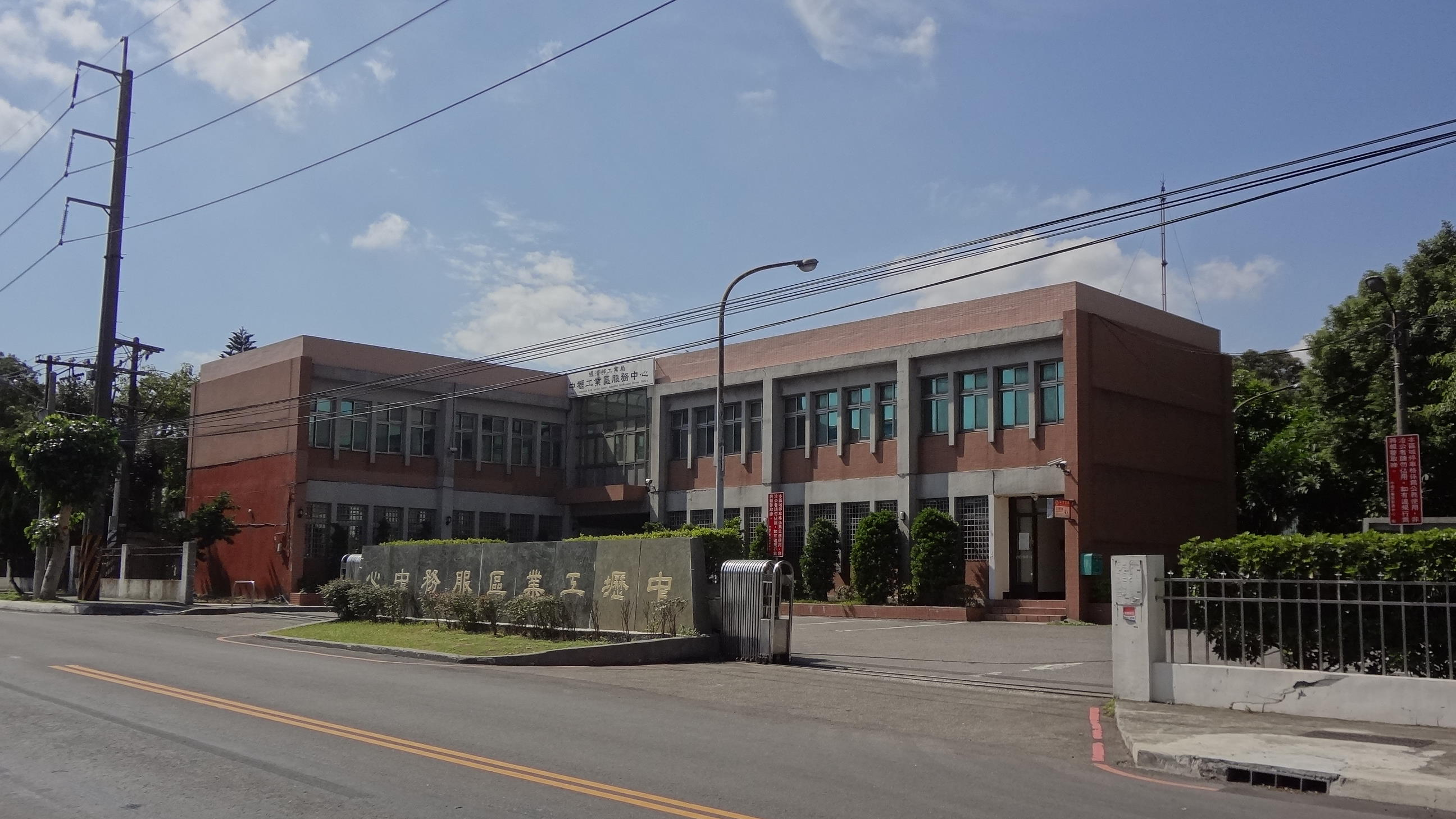
中壢產業園區服務中心

中壢產業園區，於1976年12月成立，位於台灣桃園市中壢區內壢的綜合性工業區，為內壢工業區擴建而成，由經濟部產業園區管理局臺北分局管理，園區總面積共433公頃。

## 歷史

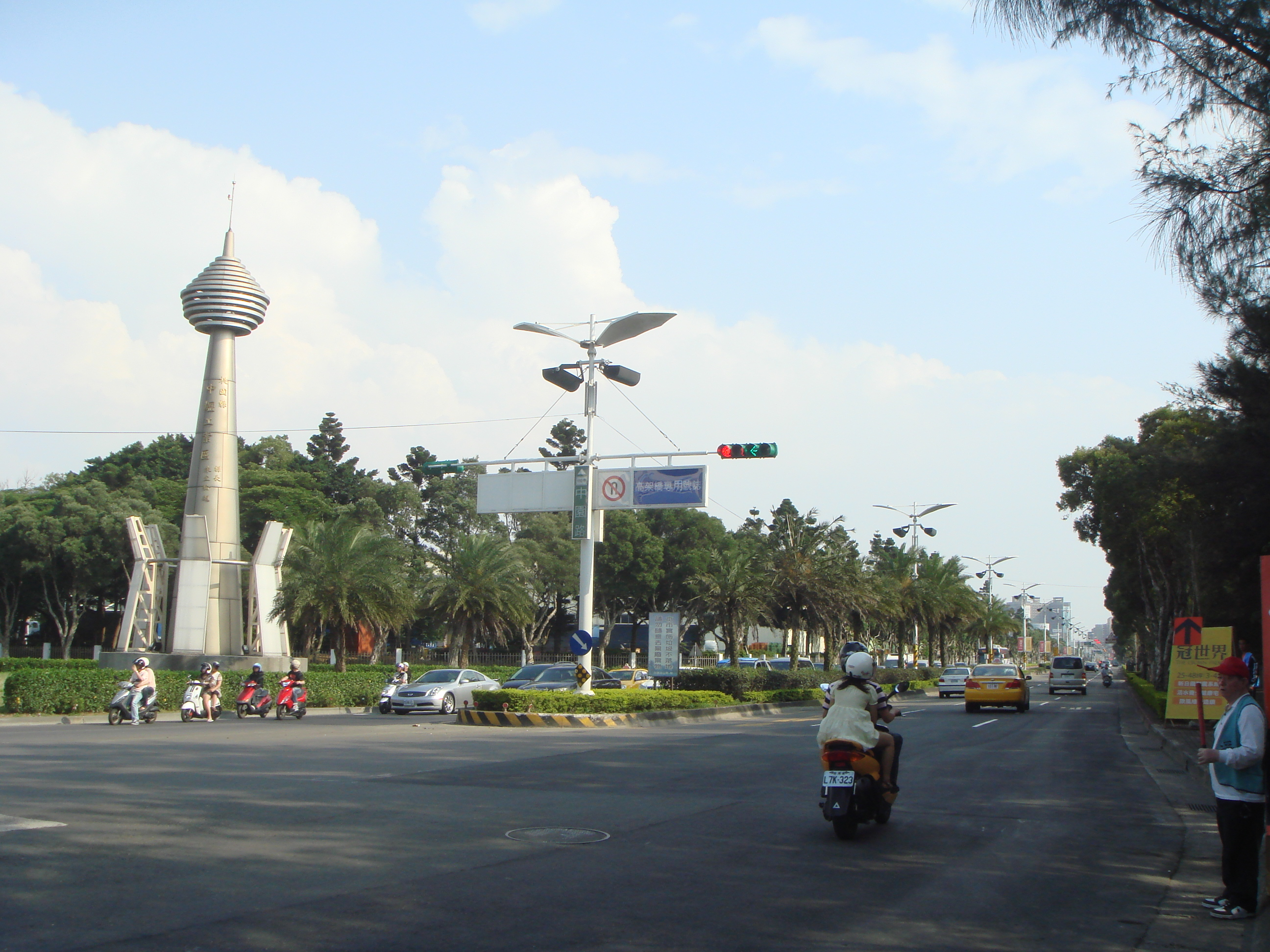
中壢產業園區入口形象及中園路共桿號誌

1967年，經濟部工業局依據《獎勵投資條例》，委託台灣土地開發公司開發內壢工業區土地為綜合性工業區。1969年12月，內壢工業區成立，面積共43公頃。1972年，由行政院國軍退役官兵輔導委員會榮民工程事業管理處籌劃開發中壢擴大工業區。中壢擴大工業區於1973年5月施工，1976年底全部開發完成，開發面積390公頃；中壢擴大工業區與內壢工業區併稱中壢工業區，面積共433公頃；內壢工業區走入歷史。
2023年9月26日，改隸屬經濟部產業園區管理局並更名為「中壢產業園區」

## 地理交通
中壢產業園區北臨中山高速公路，並設有內壢交流道；南臨台一線；東側有中園路貫串其中，並連接交流道與台一線。
中壢產業園區大致位於桃園市中央，交通頗為便利。往北可通往高鐵桃園站、桃園國際機場，或經由國道一號可到達台北、新竹；往西可達中壢市區；往東可至桃園市區。

## 設廠概況
目前設廠597家，以電子、金屬、化學、機械、紡織、運輸及塑膠業佔大多數，亦有食品、藥品製造業等。

### 設廠公司
- 台達電子工業股份有限公司
- 日月光半導體製造股份有限公司
- 精材科技股份有限公司
- 台灣國際航電股份有限公司（Garmin）
- 黑松股份有限公司
- 南僑化學工業股份有限公司
- 台灣大塚製藥股份有限公司
- 張國周製藥股份有限公司
- 宏星製藥廠股份有限公司
- 金像電子股份有限公司
- 憶聲電子股份有限公司
- 乖乖股份有限公司
- 統一企業股份有限公司
- 養樂多股份有限公司
- 東元電機股份有限公司
- 國瑞汽車股份有限公司（TOYOTA）
- 台灣資生堂股份有限公司
- 聯華食品工業股份有限公司
- 華城電機股份有限公司
- 台灣華可貴股份有限公司（YKK）

## 外部連結
- 中壢工業區服務中心